# Litas

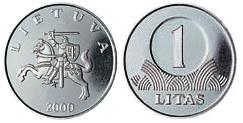
Monedă

Litas lituanian (cod ISO 4217: LTL) a fost până la 31 decembrie 2014 unitatea monetară oficială a Lituaniei. A avut ca subunitate centas (1 litas = 100 centas).